# NGC 67A
NGC 67A (andere catalogi: PGC 138159) is een elliptisch sterrenstelsel in het sterrenbeeld Andromeda die op ongeveer 287 miljoen lichtjaar afstand van de Aarde staat. Het hemelobject ligt relatief dicht bij een ander sterrenstelsel dat het nummer NGC 67 draagt, waarvan de naam is afgeleid.